# Hankův dům
Hankův dům je neorenesanční budova v historickém centru Dvora Králové nad Labem v okrese Trutnov. Budova byla v letech 1867–1873 zbudována jako městské divadlo, v současnosti slouží jako kulturní dům.

## Historie
Podnět k vybudování Hankova divadla vznikl 12. ledna 1861, v den úmrtí českého národního buditele Václava Hanky, který Dvůr Králové proslavil nálezem Rukopisu královédvorského ve věži kostela sv. Jana Křtitele. Králodvorská veřejnost námět myšlenkově i finančně podpořila. Zajímavostí je, že budova má dva základní kameny: první z nich byl položen a slavnostně poklepán v roce 1867, druhý pak 16. dubna 1873. Při první rekonstrukci v roce 1904 byla mimo jiné instalována v divadle nová opona – dílo malíře Vladimíra Županského, žáka Vojtěcha Hynaise. Jejím námětem je báseň Jelen z Rukopisu královédvorského. Při rekonstrukci v roce 1969 byla opona sňata a uložena do depozitáře, během rekonstrukce v roce 1980 byla ale zrestaurována a na jeviště vrácena.
Od roku 1991 je budova chráněna jako kulturní památka. V roce 2010 proběhla oprava budovy zaměřená především na náhradu střešní krytiny. V roce 2019 pak byla opravována omítka.

## Architektura
Původní stavbu realizoval stavitel V. Kaura podle architektonického návrhu Josefa Zítka. Při rekonstrukci v roce 1969 byli autory architektonického návrhu architekti Frýba, Šíbr a Hrubý, na výzdobě interiéru se podíleli akademický malíř Nešvera, který je autorem fotopláten podle Sadelerových rytin, a akademický sochař Zemánek.
Jedná se o jednopatrovou volně stojící budovu nepravidelného půdorysu. Stylově kombinuje neorenesanci a socialistický realismus s prvky bruselského stylu, který přinesla rekonstrukce v šedesátých letech 20. století. Přízemí s okny s půlkruhovými záklenky je ozdobeno pásovou rustikou, v patře jsou okna obdélníková v profilovaných šambránách s uchy a s trojúhelníkovými frontony. V přízemí vystupuje z průčelí portikus zdobený kanelovanými iónskými pilastry a s nápisem Hankův dům na kladí. V patře pak vystupuje mělký rizalit se třemi okny, zdobený korintskými pilastry. Nad jednotlivými okny je vždy umístěna dvojice plastik okřídlených putti, kteří nesou vavřínový věnec: u putti nalevo je v něm umístěn český lev v kartušovém erbu, uprostřed busta Václava Hanky a u putti vpravo městský znak. Hlavní římsu budovy nese šest karyatid. Přístavba v severní části je novodobá.